# Gulfstream Aerospace
Gulfstream Aerospace Corporation är en amerikansk flygplanstillverkare specialiserat på utveckling och tillverkning av privata civila jetflygplan. Företaget har sitt säte i staden Savannah i delstaten Georgia. Sedan 2001 är företaget en del av General Dynamics.